# 빈슨틈새얼굴박쥐
빈슨틈새얼굴박쥐(Nycteris vinsoni)는 틈새얼굴박쥐과에 속하는 박쥐의 일종이다. 두 점의 표본만이 알려져 있다. 빈슨틈새얼굴박쥐에 대한 정보는 사실상 알려진 것이 없다. 빈슨틈새얼굴박쥐(N. vinsoni)는 한때 큰귀틈새얼굴박쥐의 아종으로 간주했지만, 2004년에 별도의 종으로 분리되었다. 그러나 일부 저자는 아직도 빈슨틈새얼굴박쥐를 큰귀틈새얼굴박쥐의 아종으로 간주하고 있다.